# Vlatko Ilievski
Vlatko Ilievski (in macedone Влатко Илиевски?; Skopje, 2 luglio 1985 – Skopje, 6 luglio 2018) è stato un cantante, attore e chitarrista macedone.

## Biografia
All'età di 12 anni iniziò a suonare la chitarra per qualche gruppo periferico di Skopje.
Nel 2000 entrò a far parte della formazione Moral con cui incise un album nel 2003 e partecipò a festival rock, vincendo anche due premi.
Nel 2007 intraprese la sua carriera da solista, avendo grande successo con canzoni come Небо, Уште си ми ти, Со Други Зборови, Не те можам, Taка требало да биде, Се што сакав после тебе, Сите ми се криви, Гушни ме, Скитник, Најбогат на свет, Роза сине, Исцеление, Пак на старо, За лјубов се пее до крај, Работнички шампионе, Среќа (canzone classificatasi seconda allo Skopje Fest 2010), e Есен.
Il suo primo concerto da solista si tenne all'Arena Boris Trjkovski il 5 giugno 2010. Ci furono circa 10.000 spettatori.
Nel 2011 rappresentò la Macedonia all'Eurovision Song Contest 2011, a Düsseldorf in Germania, con la canzone Rusinka, ma venne eliminato in semifinale.
Come attore prese parte a due serie tv e al film Golden Five. Fu attivo anche in teatro, a partire dal 2010.
Vlatko fu trovato morto a Skopje il 6 luglio 2018, nella sua auto. Aveva compiuto 33 anni pochi giorni prima. A causare il decesso sarebbe stato un mix di cocaina e narcotici.